# Vietnam-Muntjak
Der Vietnam-Muntjak (Muntiacus puhoatensis) ist eine kaum erforschte Hirschart aus der Gattung der Muntjaks (Muntiacus). Er wurde erst 1997 in Vietnam entdeckt.

## Merkmale
Größenangaben zum Vietnam-Muntjak liegen nicht vor. Er ist morphologisch dem Annam-Muntjak (Muntiacus truongsonensis) ähnlich und wiegt zwischen 8 und 15 kg. Die Körperstatur ist klein und das Fell ist rötlich.

## Verbreitung, Lebensraum, Lebensweise

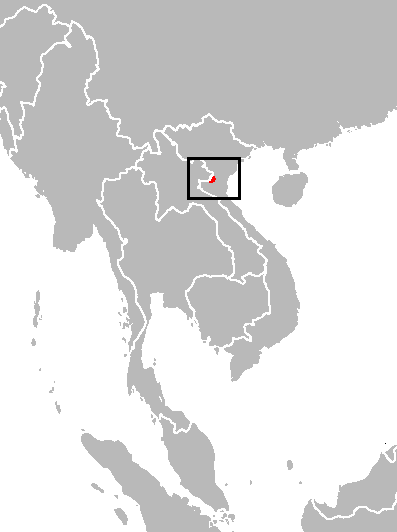
Verbreitungsgebiet (rot)

Der Vietnam-Muntjak kommt in Puhoat in der Provinz Nghệ An im Nordwesten von Vietnam und vermutlich im benachbarten Laos vor. Der Lebensraum sind immergrüne Wälder mit einem geschlossenen Blätterdach in Höhenlagen oberhalb 900 m. Über seine Lebensweise ist nichts bekannt.

## Status und Taxonomie
Der Vietnam-Muntjak ist bis heute nur vom Typusexemplar bekannt. Aufgrund seiner starken Ähnlichkeit zum Annam-Muntjak ist sein Artstatus umstritten. Von der IUCN wird er in der Kategorie „unzureichende Datenlage“ (data deficient) gelistet.